# يان بوتشر
يان بوتشر Jan Böttcher (ولد في لونيبورج في سنة 1973) هو شاعر وروائي ألماني.

## حياته
درس بوتشر الأدب الألماني والإسكندنافي في برلين وستوكهولم, وعمل في سنة 1993 في برلين مؤلفا لشعارات الإعلانات. وفي عام 1997 كون مع صديقه بيتر هيرتساو، فرقة مسوسيقى شعبية اسمها Herr Nillson (السيد نيلسون). وبجانب ذلك فهو يكتب الأشعار والقصص والروايات.

## من أعماله
- لينا...أو المستنقع البارد 2003 (رواية)
- النافق 2004 (كتاب مسموع)
- المال أو الحياة 2006 (رواية)

## روابط خارجية
- يان بوتشر على موقع مونزينجر (الألمانية)